# Суслово (Крым)
Су́слово (до 1948 года Бурунду́к Тата́рский; укр. Суслове, крымскотат. Burundıq, Бурундыкъ) — исчезнувшее село в Белогорском районе Республики Крым, на территории Муромского сельского поселения. (согласно административно-территориальному делению Украины — Муромского сельсовета Автономной Республики Крым).

## География
Располагалось на северо-западе района, у северного подножия массива Кубалач, в верховьях долины реки Восточный Булганак, примерно в 1 км к юго-востоку от современного села Кривцово.

## История
Основание поселения, судя по археологическому материалу (раскопки не проводились), датируется XIII веком.
Впервые, в доступных документах, Бурундук упоминетлся в «Ведомости о выведенных из Крыма в Приазовье христианах» А. В. Суворова от 18 сентября 1778 года, записано, что из деревни Бурундук — Отар выселено 96 греков-румеев и 38 армян.
В составе Крымского ханства, согласно Камеральному Описанию Крыма… 1784 года, деревня Бурундук входила в Ширинский кадылык Кефинского каймаканства. После присоединения Крыма к России (8) 19 апреля 1783 года, (8) 19 февраля 1784 года, именным указом Екатерины II сенату, на территории бывшего Крымского Ханства была образована Таврическая область и деревня была приписана к Левкопольскому, а после ликвидации в 1787 году Левкопольского — к Феодосийскому уезду Таврической области. После Павловских реформ, с 1796 по 1802 год, входила в Акмечетский уезд Новороссийской губернии. По новому административному делению, после создания 8 (20) октября 1802 года Таврической губернии, Бурундук был включён в состав Кокташской волости Феодосийского уезда.
По Ведомости о числе селений, названиях оных, в них дворов… состоящих в Феодосийском уезде от 14 октября 1805 года, в деревне Бурундук числилось 25 дворов и 184 жителя, исключительно крымских татар. На военно-топографической карте генерал-майора Мухина 1817 года Бурундук обозначен с 31 двором. После реформы волостного деления 1829 года деревня, согласно «Ведомости о казённых волостях Таврической губернии 1829 года», осталась в составе Кокташской волости. На карте 1836 года в деревне 57 дворов, как и на карте 1842 года.
В 1860-х годах, после земской реформы Александра II, деревню приписали к Салынской волости того же уезда. В «Списке населённых мест Таврической губернии по сведениям 1864 года», составленном по результатам VIII ревизии 1864 года, Бурундук — владельческая татарская деревня с 40 дворами, 172 жителями и мечетью (на дороге Карасубазар — Феодосия была ещё почтовая станция Бурундук (1 двор) при фонтане и с 12 жителями) (на трёхверстовой карте Шуберта 1865—1876 года в деревне Бурундук обозначено 25 дворов). В «Памятной книге Таврической губернии 1889 года» по результатам Х ревизии 1887 года записан Бурундук с 62 дворами и 314 жителями.
После земской реформы 1890 года, обе деревни отнесли к Цюрихтальской волости того же уезда. По «…Памятной книжке Таврической губернии на 1892 год» в безземельной деревне Бурундук (не входившей ни в одно сельское общество) числилось 164 жителя, домохозяйств не имеющих. По «…Памятной книжке Таврической губернии на 1902 год» в деревне Бурундук числилось 65 жителей в 13 домохозяйствах, владевших 900 десятинами земли. На верстовой карте 1890 года, наряду с Бурундуком, и на его месте, появляется селение с названием Булганак, при 50 дворах с татарским населением (Бурундук с 6 дворами «перемещается» чуть северней). По Статистическому справочнику Таврической губернии. Ч.II-я. Статистический очерк, выпуск пятый Феодосийский уезд, 1915 год, в деревне Бурундук Большой (вакуф) Цюрихтальской волости Феодосийского уезда числилось 40 дворов (все дворы с землёй) с татарским населением в количестве 254 человек приписных жителей, из которых 147 мужчин и 107 женщин. Жители землёй не владели, в хозяйствах имелось 150 лошадей, 100 волов, 50 коров и 200 голов овец, свиней, или коз.
После установления в Крыму Советской власти, по постановлению Крымревкома от 8 января 1921 года была упразднена волостная система и село вошло в состав вновь созданного Старо-Крымского района Феодосийского уезда, а в 1922 году уезды получили название округов. 11 октября 1923 года, согласно постановлению ВЦИК, в административное деление Крымской АССР были внесены изменения, в результате которых округа ликвидировались и Старо-Крымский район стал самостоятельной административной единицей. Декретом ВЦИК от 04 сентября 1924 года «Об упразднении некоторых районов Автономной Крымской С. С. Р.» Старо-Крымский район был упразднён и село включили в Феодосийский район. Согласно Списку населённых пунктов Крымской АССР по Всесоюзной переписи 17 декабря 1926 года, в селе Бурундук, центре упразднённого к 1940 году Бурундукского сельсовета Феодосийского (с 1934 года — Старокрымского района) района, числилось 57 дворов, из них 54 крестьянских, население составляло 245 человек, из них 231 татарин, 5 греков, 3 русских, 6 записаны в графе «прочие», действовала татарская школа I ступени (пятилетка). По данным всесоюзная перепись населения 1939 года в селе проживало 314 человек.
В 1944 году, после освобождения Крыма от фашистов, согласно постановлению ГКО № 5859 от 11 мая 1944 года, 18 мая крымские татары из Бурундука татарского были депортированы в Среднюю Азию. 12 августа 1944 года было принято постановление № ГОКО-6372с «О переселении колхозников в районы Крыма», по которому в Старокрымский район из Ростовской и Курской областей переселялось 1900 человек и в сентябре того же года в район приехали первые новоселы (212 семей), а в начале 1950-х годов последовала вторая волна переселенцев из различных областей Украины. С 25 июня 1946 года Бурундук в составе Крымской области РСФСР. Указом Президиума Верховного Совета РСФСР от 18 мая 1948 года Бурундук татарский переименовали в Суслово. 26 апреля 1954 года Крымская область была передана из состава РСФСР в состав УССР. После ликвидации в 1959 году Старокрымского района, село включили в состав Белогорского. Упразднено до 1960 года, поскольку в «Справочнике административно-территориального деления Крымской области на 15 июня 1960 года» селение уже не значилось (согласно справочнику «Крымская область. Административно-территориальное деление на 1 января 1968 года» — с 1954 по 1968 годы).

### Динамика численности населения
| - 1805 год — 184 чел. - 1864 год — 172 чел. - 1889 год — 314 чел. - 1892 год — 164 чел. | - 1900 год — 65 чел. - 1915 год — 254 чел. - 1926 год — 245 чел. - 1939 год — 314 чел. |